# Спирка „Берлин“
„Спирка „Берлин“ е български 2-сериен телевизионен игрален филм (криминален) от 1982 година, по сценарий и режисура на Георги Черкелов. Оператор е Иван Варимезов. Музикално оформление Димитър Герджиков. Редактор Даниела Григорова, а художник на филма е Вирджиния Брезинска.
По произведение на Алън Уинингтън.

## Серии
- 1. серия – 90 минути
- 2. серия – 87 минути [1].

## Актьорски състав
| Изпълнител            | Роля                                                                  |
| --------------------- | --------------------------------------------------------------------- |
| Бистра Марчева        | журналистката Мери Пени, дъщеря на Вайнер                             |
| Анани Явашев          | журналистът Стив Блейк, приятелят на Мери                             |
| Георги Георгиев – Гец | Франц Дитрих                                                          |
| Георги Черкелов       | бизнесменът Йозеф Кол, бивш есесовец и надзирател в концлагера Кеслер |
| Васил Стойчев         | Грил                                                                  |
| Рачко Ябанджиев       | Бергман                                                               |
| Асен Миланов          | английският евреин Харолд Вайнер, бивш концлагерист                   |
| Михаил Михайлов       |                                                                       |
| Андрей Чапразов       |                                                                       |
| Стефан Димитров       |                                                                       |
| Искра Хаджиева        |                                                                       |